# النبل البريطاني

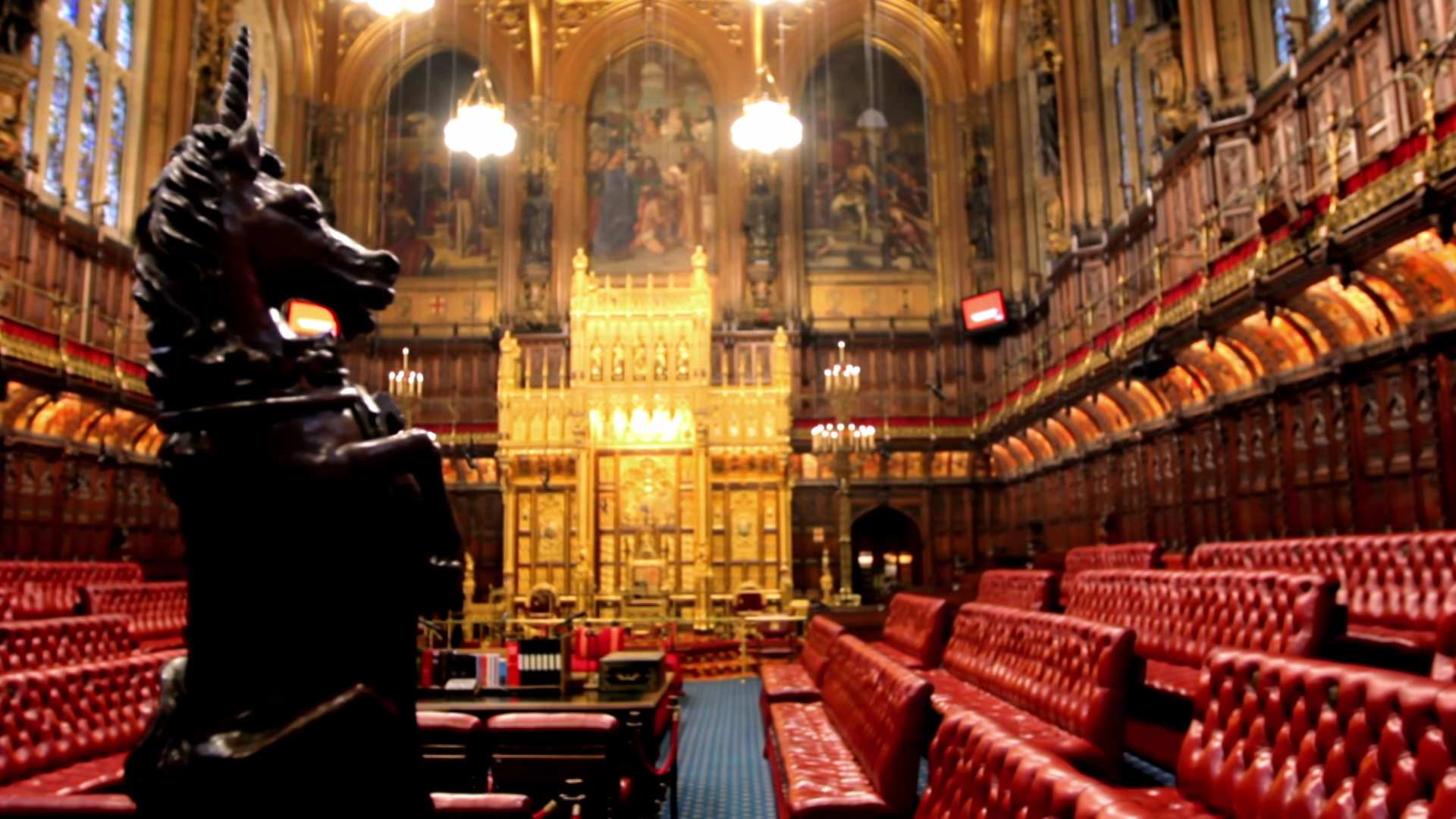
غرفة مجلس اللوردات

تتكون النبالة البريطانية (بالإنجليزية: British nobility) من طبقة النبلاء وطبقة ملاك الأراضي (الأعيان). لعبت طبقات النبلاء في الدول الأربع دورًا رئيسيًا في تشكيل تاريخ البلاد، على الرغم من أنهم يحتفظون الآن فقط بحقوق الترشح لانتخابات مجلس اللوردات وحقوق تناول الطعام هناك والوضع في الترتيب الرسمي للأسبقية والحق في الحصول على ألقاب معينة والحق في حضور جمهور (اجتماع خاص) مع الملك. أكثر من ثلث الأراضي البريطانية الآن بين أيدي الأرستقراطيين وطبقة النبلاء التقليدية.

## النَبالةُ البريطانية
يتكون النبلاء البريطانيون بالمعنى الدقيق من أفراد العائلات المباشرة لأقرانهم الذين يحملون ألقاب المجاملة أو الشرف. يحمل أعضاء النبلاء ألقاب الدوق أو المركيز أو الإيرل أو الفيكونت أو البارون. يُشار أحيانًا إلى الأعيان البريطانيين بشكل عام باسم اللوردات، على الرغم من أن حاملي لقب الدوق الفردي لا يتم ذكرهم على هذا النحو.
يُعتبر البارون الإقطاعي الاسكتلندي لقبًا رسميًا لطبقة النبلاء في المملكة المتحدة (لكن ليس لطبقة النبلاء الأولى)، يتم التطرق إلى البارون الإقطاعي إذ يتضمن اسم بارون إكس. تتضمن أسماء الليردات الاسكتلنديين وصفًا لأراضيهم في شكل تعيين إقليمي. في اسكتلندا، يشير التعيين الإقليمي إلى رتبة «الإسكوير»، وبالتالي لا يتم إضافة هذا عادةً بعد الاسم. يعدّ الليردات جزءًا من طبقة النبلاء في اسكتلندا – التي يمكن أن تمتلك أسلحة (التي يحق لها الحصول على شعارات النبالة) – إلى جانب النبلاء الصغار.
يتم تنصيب جميع أوسمة الشرف البريطانية الحديثة، بما في ذلك طبقة النبلاء، مباشرة من قِبَل التاج وتصبح سارية المفعول بعد إصدار براءة تمليك موقعة بختم المملكة. يعتبر صاحب السيادة ينبوع الشرف، وبما أنه «ينبوع ومصدر جميع الكرامات، فلا يمكن أن يحمل لقبًا لنفسه»، وبالتالي لا يمكن أن يكون من النبلاء البريطانيين.

## ملاك الأراضي
تنتمي طبقة ملاك الأراضي إلى طبقة النبلاء المتحدرين من سلالة الذكور من الأقران وأطفال النساء النبلاء بحدّ ذاتهم، وكذلك البارونات والفرسان والسيدات وبعض الأشخاص الآخرين الذين لا يحملون ألقاب النبلاء، ويُعتبرون أعضاءً من طبقة النبلاء الأعلى. تتكون طبقة النبلاء التي لا تحمل ألقابًا من جميع أولئك الذين يحملون سلاحًا أو شعار نبالة مسجل. تعتبر المفوضية الأوروبية للنبلاء وفرسان مالطة من حملة الشعارات المسجلة للنبالة في بريطانيا.
بخلاف تسميتهم، مثل جنتلمان أو إسكوير، فإنهم يتمتعون فقط بامتياز منصب في الأوامر الرسمية للأسبقية في المملكة المتحدة. على الصعيد التاريخي، كان الجزء الأكبر من الطبقة الأرستقراطية البريطانية هو طبقة النبلاء، المكونة من البارونات وملاك الأراضي غير المسجلين الذين تنحدر عائلاتهم من الطبقة الإقطاعية في العصور الوسطى (يُشار إليهم عادةً باسم السَّادة بسبب دخلهم المستمد فقط من ملكية الأرض).

## النُبلاء غير الوراثيين
بشكل خاطئ، غالبًا ما يُفترض أن الفروسية ورجال النبلاء في الحياة لا يمكنهم منح النبالة الوراثية. يُنظر إلى منح النبلاء أو لقب الفروسية على أنه السبب الواجب لمنحة الشعارات من قِبَل ملك غارتر أو اللورد ليون، وبالتالي، فإن أولئك الذين يستفيدون منها يحصلون على النبالة الوراثية. يحصل الابن الأكبر، ومن ثم أبنائه الآخرين، لفارس ما على رتبة إسكوير.
الشكل الوحيد لطبقة النبلاء غير الوراثية في بريطانيا العظمى هو ذلك المرتبط بمكاتب معينة، والتي تمنح رتبة رجل نبيل طوال فترة ولايته أو مدى الحياة. تعطي بعض المناصب والرتب أيضًا رتبة إسكوير مدى الحياة.

## التنصيب
يمنح الملك النبلاء والبارونات والفرسان (معظمهم في الوقت الحاضر من النبلاء والفرسان) لمواطني المملكة المتحدة وعوالم الكومنولث بناءً على نصيحة رئيس الوزراء. وتنشر قوائم الشرف بانتظام في المناسبات الهامة.
النبالة بدون ألقاب، أي ألقاب المجاملة، كونها متطابقة مع مالكي السلاح، تقع في اختصاص كلية الأسلحة المَلَكية ومحكمة ليون. تم نقل جزء من شرف الملك - سلطة منح الأسلحة - بحكم الواقع إلى الملك غارتر واللورد ليون على التوالي. إن منح الأسلحة يعادل من جميع النواحي براءة تمليك النبالة في القارة؛ واعتمادًا على الولاية القضائية والظروف، يمكن اعتباره إما عملًا من أعمال التنوير أو تأكيدًا لطبقة النبلاء.
وبالتالي، تظل المملكة المتحدة، إلى جانب بلجيكا وإسبانيا، واحدة من البلدان القليلة التي ما تزال تمنح فيها ألقابًا لطبقة النبلاء لكنها لا تشكل (باستثناء النبلاء والبارونات الوراثية) طبقة مغلقة «تاريخية» بحتة.